# María Antonia Trujillo
María Antonia Trujillo Rincón, née le 18 décembre 1960 à Peraleda del Zaucejo, est une femme politique espagnole, membre du Parti socialiste ouvrier espagnol (PSOE). 
Membre du gouvernement régional d'Estrémadure entre 2000 et 2004, elle est nommée ministre du Logement en avril 2004, où elle met en place une forte politique d'accès au logement par la location. Elle est remplacée en 2007, et devient députée de la province de Cáceres l'année suivante. Elle ne se représente pas en 2011 et quitte alors la vie politique.

## Biographie

### Formation et carrière
Elle passe avec succès sa licence de droit à l'université d'Estrémadure en 1985, et obtient six ans plus tard un doctorat avec le prix extraordinaire de l'université. En 1993, elle y devient professeur de droit constitutionnel, et entre trois ans plus tard au conseil économique et social d'Estrémadure.
Spécialiste des questions de décentralisation, elle a été déléguée aux Relations internationales de son université, et présidente de la junte des enseignants-chercheurs.

### Vie politique en Estrémadure
Le 1er février 2000, elle est nommée conseillère à la Présidence de la Junte d'Estrémadure par Juan Carlos Rodríguez Ibarra, en remplacement de Victorino Mayoral, désigné tête de liste socialiste dans la province de Cáceres pour les élections générales du 12 mars 2000. 
Elle est élue trois ans plus tard à l'Assemblée d'Estrémadure, dans la province de Cáceres, puis devient conseillère à l'Équipement. Elle entame alors la mise en place d'un important plan régional pour le logement, qui inspirera le PSOE pour son programme électoral pour les élections générales du 14 mars 2004.

### Ministre du Logement de Zapatero
À la suite de la victoire des socialistes au cours de ce scrutin, María Antonia Trujillo est appelée au gouvernement par José Luis Rodríguez Zapatero, pour occuper le nouveau poste de ministre du Logement. Elle annonce le mois suivant, devant le Sénat, un « plan de choc » permettant l'accès au logement, neuf ou ancien, à 180 000 familles par an, en accordant plus de subvention et moins de réduction d'impôt. Cependant, selon elle, le ministre de l'Économie et des Finances Pedro Solbes s'opposera toujours à la suppression de la déduction fiscale pour l'achat d'un logement, à l'origine de la bulle immobilière. 
Par la création d'une agence publique de location, elle souhaite également renforcer ce type d'accession au logement, se fixant un objectif de doubler le nombre de locations en quatre ans, pour atteindre 20 % du marché de l'immobilier. Le gouvernement approuve ensuite un dispositif d'aides — qui peuvent atteindre 6 000 euros par an — à la rénovation de logements de moins de 120 m² destinés à la location. Le plan de choc, officiellement approuvé en juillet, prévoit également une aide financière à la location, de 240 euros par mois pour les jeunes de moins de 35 ans, et une réforme de la loi sur les terrains, afin notamment de réserver 25 % des nouvelles constructions pour des logements à prix contrôlés. Au mois d'octobre, sa décision de ne pas publier les statistiques relatives aux prix des logements, ainsi que ses hésitations sur l'année d'entrée en vigueur du plan pour le logement font polémique, et elle se voit contrainte de publier ces chiffres par Zapatero.
Pour accroître le nombre de constructions et l'accès au logement, elle annonce, en avril 2005, une réforme du marché des logements à prix contrôlés, afin que ceux-ci puissent concerner des appartements de moins de 30 m², alors que le minimum à cette époque était de 90 m². Elle est vertement critiquée par les représentants des communautés autonomes, réunis en commission au Sénat le mois suivant, après avoir annoncé la sortie des logements à prix contrôlés du marché libre, ce que les membres du Parti populaire (PP) dénoncent comme une « invasion » dans les compétences régionales. Elle recule alors, et le « Plan pour le logement 2005-2008 » — approuvé le 1er juillet et qui prévoit le financement d'appartements ne dépassant pas 45 m² pour les jeunes de moins de 35 ans — établit finalement un délai de 30 ans pour la vente des logements à prix contrôlés sur le marché libre.
Le gouvernement approuve, un an plus tard, l'avant-projet de loi relative aux terrains (en espagnol : Ley del Suelo), qui prétend placer le droit au logement au-dessus des intérêts privés, assurer un développement urbain durable, par la prise en compte de la protection de l'environnement, et réserver 25 % des terrains acquis pour une opération immobilière à la construction de logements à prix contrôlés, comme précédemment annoncé. En 2007, elle présente un plan pour les résidences étudiantes, d'un coût de 300 millions d'euros, destiné à la construction de 10 000 logements locatifs, dont le loyer n'excédera pas 200 euros par mois,.

### Vie politique après le gouvernement
Remplacée le 6 juillet 2007 par Carme Chacón, première vice-présidente du Congrès des députés, lors d'un important remaniement ministériel, elle est désignée, le 3 janvier 2008, tête de liste socialiste pour le Congrès des députés, dans la province de Cáceres, aux élections générales du 9 mars. À la suite de ce scrutin, elle est portée à la présidence de la commission parlementaire de l'Environnement, de l'Agriculture et de la Pêche. Elle ne se représente pas aux élections générales anticipées du 20 novembre 2011 et se retire de la vie politique.